# سیلیسترا
شهر سیلیسترا (به بلغاری: Силистра) بیست و هفتمین شهر بزرگ کشور بلغارستان می‌باشد. این شهر مرکز استان یامبول محسوب می‌گردد. بر اساس سرشماری انجام شده در سال ۲۰۱۱ این شهر دارای جمعیتی بالغ بر ۳۵٬۲۳۰ نفر می‌باشد.
این شهر بندری در شمال خاوری بلغارستان و در بخش جنوبی دانوب سفلی و در مرز رومانی واقع شده‌است.

## تاریخچه
محل کنونی شهر سیلیسترا یک سکونتگاه سلتی به نام دوروستوروم بود. رومی‌ها در سال ۲۹ پس از میلاد در این محل دژی ساختند و همان نام را برای آن نگه داشتند.
این محل بعداً گسترش یافت و تبدیل به یک کانون مهم نظامی ایالت موئسیای امپرتوری روم شد و در زمان امپراتور روم، مارکوس آرلیوس، تبدیل به شهر شد.
در سال ۳۸۸ یک اسقف‌نشین مسیحی در سیلیسترا استقرار یافت و این شهر مرکز دین مسیحیت در منطقه شد.